# 加泰罗尼亚共产党人党
加泰罗尼亚共产党人党（加泰罗尼亚语：Partit dels i les Comunistes de Catalunya）是西班牙加泰罗尼亚自治区的一个已不存在的共产主义政党。该党成立于1982年4月，由原加泰罗尼亚统一社会党的亲苏派建立。1998年，该党与现存的加泰罗尼亚统一社会党组建了政党联盟联合与替代左翼（拥有注册政党地位）。2014年11月1日，该党自行解散，其成员与现存的加泰罗尼亚统一社会党及其它几个共产主义组织组成一个新的统一组织加泰罗尼亚共产党人。

## 外部連結
- 官方网站  （文）
- Avant（页面存档备份，存于）